# Formula lui Leibniz pentru π
În matematică, formula lui Leibniz pentru π este următoarea:
{\displaystyle \sum _{n=0}^{\infty }{\frac {(-1)^{n}}{2n+1}}=1-{\frac {1}{3}}+{\frac {1}{5}}-{\frac {1}{7}}+{\frac {1}{9}}-\cdots ={\frac {\pi }{4}}.}
Poartă numele matematicianului Gottfried Wilhelm von Leibniz.
Demonstrație.
{\displaystyle {\frac {\pi }{4}}=\int _{0}^{1}{\frac {1}{1+x^{2}}}dx=}
{\displaystyle =\int _{0}^{1}\left(\sum _{k=0}^{n}(-1)^{k}x^{2k}+{\frac {(-1)^{n+1}x^{2n+2}}{1+x^{2}}}\right)dx=}
{\displaystyle =\sum _{k=0}^{n}{\frac {(-1)^{k}}{2k+1}}+(-1)^{n+1}\int _{0}^{1}{\frac {x^{2n+2}}{1+x^{2}}}dx.}
Se observă că:
{\displaystyle 0<\int _{0}^{1}{\frac {x^{2n+2}}{1+x^{2}}}dx<\int _{0}^{1}x^{2n+2}dx={\frac {1}{2n+3}}\to 0\;pentru\;n\to \infty .}
Și pentru  {\displaystyle n\to \infty }  se deduce:
{\displaystyle {\frac {\pi }{4}}=\sum _{k=0}^{\infty }{\frac {(-1)^{k}}{2k+1}}.}